# Maringá
Maringá é um município brasileiro localizado no estado do Paraná, na Região Sul do Brasil. Considerada uma das principais cidades do estado, Maringá é reconhecida por seu planejamento urbano exemplar, qualidade de vida e compromisso com a sustentabilidade. Fundada em 10 de maio de 1947, a cidade surgiu de um projeto de colonização da Companhia de Terras Norte do Paraná, voltado inicialmente para o cultivo do café. Desde então, Maringá se consolidou como um modelo de urbanização, com um crescimento organizado e contínuo, tornando-se um dos principais centros urbanos do país.
Com uma população estimada em cerca de 410 mil habitantes, conforme o Censo de 2022 do IBGE, Maringá é um polo econômico importante, destacando-se em setores como agronegócio, comércio, indústria e tecnologia. A cidade também exerce grande influência cultural, sendo conhecida nacionalmente por sua intensa vida musical e por sediar eventos de renome, como o Festival Internacional de Corais e o Festival de Música Cidade Canção. A cidade é denominada “Cidade Canção” em alusão à famosa música de Joubert de Carvalho, e também é chamada de “Cidade Verde” devido à sua extensa arborização e áreas verdes, que incluem mais de 150 mil árvores e 21 áreas protegidas, como o famoso Parque do Ingá.
Maringá foi reconhecida em 2022 pela Organização das Nações Unidas (ONU), através do programa Tree Cities of the World como uma das 21 “Cidades Árvore do Mundo” brasileiras, título que reflete seu compromisso com a sustentabilidade e a preservação ambiental. Além de suas políticas ambientais, a cidade é uma referência em qualidade de vida, destacando-se em índices como saúde, segurança e saneamento. Considerada uma das melhores cidades para se viver no Brasil, Maringá possui um dos maiores Índices de Desenvolvimento Humano (IDH) do país, com um valor de 0,808, ocupando a 23ª posição nacional e a 2ª posição no estado do Paraná.

## Etimologia

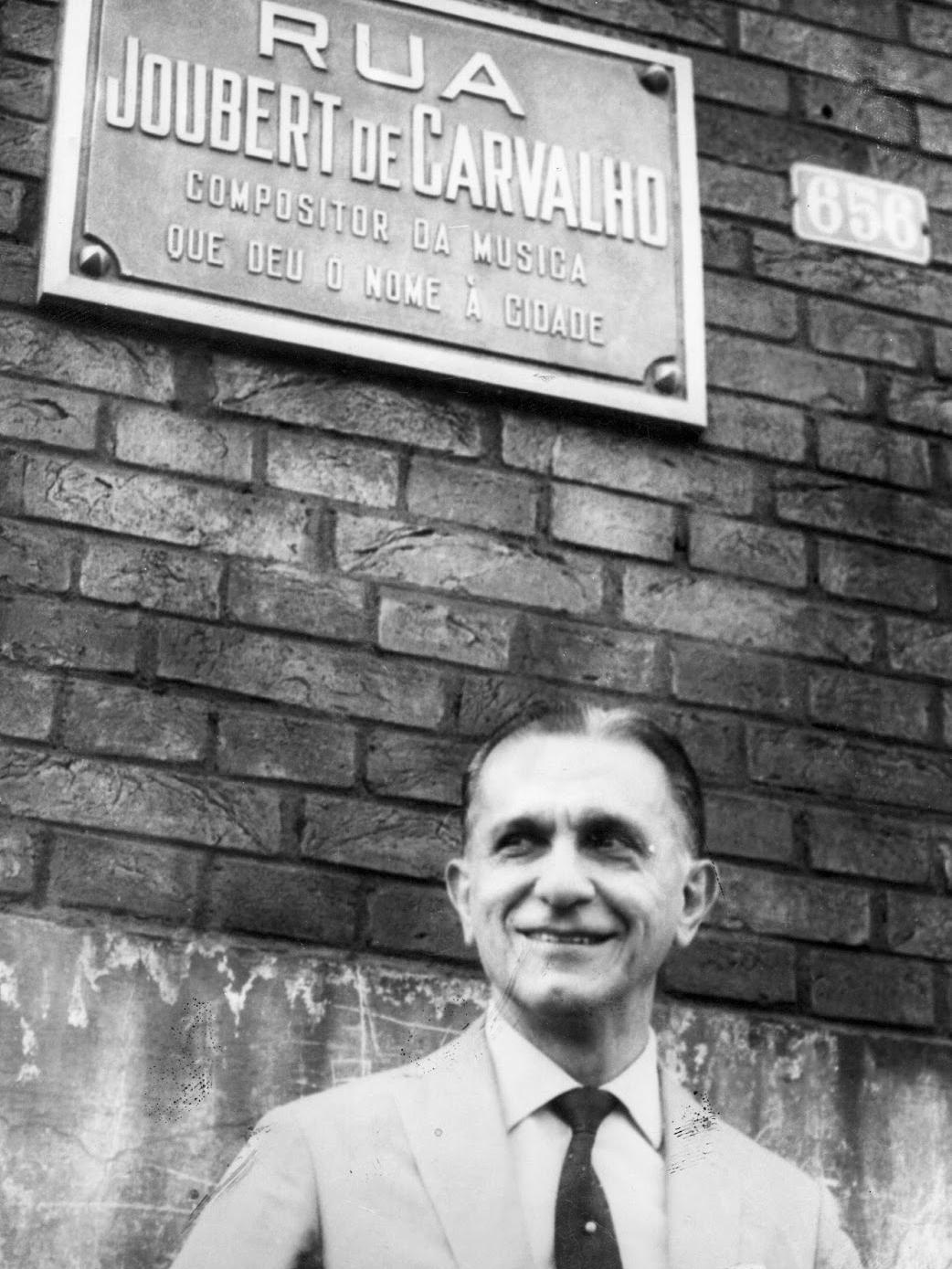
Joubert de Carvalho em frente à placa da rua que passou a homenageá-lo, em Maringá, no ano de 1959. A via, anteriormente chamada Rua Bandeirantes, foi renomeada em sua homenagem

O nome “Maringá” tem origem na canção homônima composta em 1931 por Joubert de Carvalho. A música narra a história de uma jovem chamada Maria do Ingá, que deixa sua terra natal devido à seca no sertão paraibano. Inicialmente, a personagem foi denominada Maria do Ingá, em referência à cidade de Ingá, na Paraíba. Durante o processo de composição, o nome evoluiu para Maria Ingá e, posteriormente, para Maringá, título pelo qual a canção se tornou conhecida nacionalmente.
Durante a colonização do norte do Paraná pela Companhia de Terras Norte do Paraná, a canção “Maringá” era frequentemente entoada pelos trabalhadores. Observando sua popularidade, Elizabeth Thomas, esposa de Arthur Thomas, um dos diretores da companhia, sugeriu que a futura cidade fosse batizada de Maringá. A proposta foi aceita, e o nome foi oficializado na fundação do município, em 10 de maio de 1947.
Além da influência musical, algumas interpretações sugerem que o nome “Maringá” pode ter origens indígenas. Estudos apontam que o termo pode derivar do tupi “maringá” ou “maringã”, possivelmente significando “peneira para pescar” ou referindo-se a um boi de pelagem clara salpicada de preto. No entanto, a explicação mais amplamente aceita para a etimologia da cidade continua sendo sua relação com a canção de Joubert de Carvalho.

## História

### Fundação
O município tem origem com a colonização do norte do Paraná, que teve início no fim do século XIX. A região, que era predominantemente ocupada por florestas de mata atlântica, atraiu a atenção de produtores rurais paulistas e mineiros devido à presença da "terra roxa", do italiano, terra rossa (vermelha), originada da decomposição do basalto e extremamente fértil. O principal interesse dos fazendeiros era a aumentar a área de produção de café. Para solucionar os problemas de logística da região, um grupo de fazendeiros da região, liderados pelo paulista Antonio Barbosa Ferraz, promoveu a construção de uma estrada de ferro ligando a cidade paranaense Cambará, no “norte velho”, a Ourinhos, no interior de São Paulo.
Em 1923, uma comitiva liderada por Edwin Samuel Montagu, ex-secretário de finanças do tesouro do Reino Unido, veio ao Brasil para negociar uma dívida que o país possuía junto a credores britânicos. Entre os membros da comitiva estava Simon Joseph Fraser, o 16º Lorde Lovat da Escócia, que viajou para procurar terras férteis para cultivar algodão para a indústria têxtil britânica. Lorde Lovat visitou propriedades do interior paulista e, seguindo a trilha das fazendas de café, chegou ao norte do Paraná.

### Colonização
A fertilidade da terra roxa que atraíram paulistas e mineiros à região alguns anos antes também agradou o britânico, que decidiu investir na plantação de algodão na região e fundou a empresa Brazil Plantation Sindicate, empresa responsável pelo gerenciamento de suas propriedades em terras brasileiras, que mais tarde foi absorvida pela Companhia de Terras Norte do Paraná, que planejou a colonização da região com a formação de quatro núcleos urbanos, que teriam aproximadamente 100 km de distância uns dos outros: Londrina, Maringá, Cianorte e Umuarama. Essas cidades seriam os grandes centros prestadores de serviços da região, sendo interligadas por uma única ferrovia. Entre essas cidades, a cada 15 km aproximadamente, deveriam surgir cidades menores, que teriam a função de ser um ponto de apoio para as propriedades rurais da região, abastecendo-as com produtos de necessidade básica que não eram produzidos no campo, como sal, produtos de higiene pessoal, querosene, roupas, entre outros.

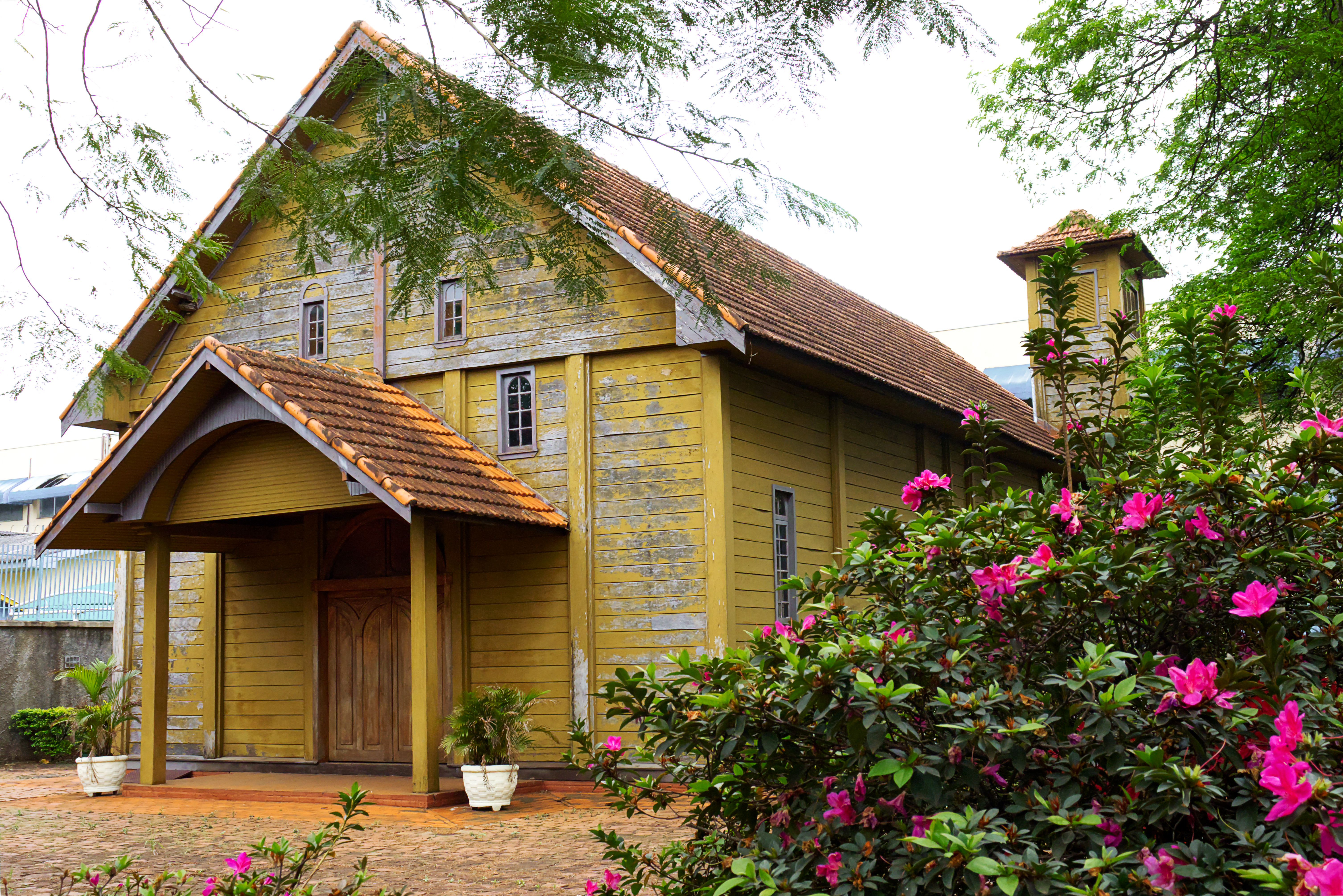
Vista da Capela Santa Cruz em Maringá, construída em 1945

A divisão dos lotes promovida pela Companhia de Terras Norte do Paraná foi planejada para aproveitar o máximo possível os recursos naturais e logísticos da região. Todas as propriedades deveriam fazer divisa com uma corrente d’água ao fundo, aproveitando os fartos recursos hídricos locais; e com uma estrada de rodagem à frente, para facilitar o escoamento da produção. O primeiro lote de Maringá, de numeração 1/A, foi adquirido pelo padre alemão Emílio Clemente Scherer, que chegou ao país em 1938, fugindo do nazismo. O padre Scherer é considerado o primeiro pioneiro desbravador de Maringá. A propriedade que ele adquiriu, foi batizada de Fazenda São Bonifácio. Foi nesta propriedade que, a 12 de fevereiro de 1940, surgiu a primeira igreja do município, a Igreja São Bonifácio, construída com madeira retirada de árvores cortadas na própria fazenda. Em 1942, surgiu também um pequeno povoado que servia como ponto de apoio aos desbravadores que já começavam a trabalhar nas propriedades rurais locais, o chamado "Maringá Velho". Já a Capela Santa Cruz foi o primeiro templo religioso na zona urbana, sendo construída em madeira em 1945. Preservada, encontram-se no seu interior quadros e imagens sacras, algumas vindas da Espanha.

### Planejamento urbanístico
O projeto da cidade de Maringá é datado de 1943 e assinado pelo urbanista paulista Jorge de Macedo Vieira, adepto do conceito de "Cidade Jardim" elaborado pelo britânico Ebenezer Howard e responsável pelo projeto de vários bairros de São Paulo. O traçado do município foi desenhado com largas avenidas, canteiros que valorizavam o paisagismo e ruas que seguiam a inclinação natural do relevo o mais fielmente possível. O planejamento contemplava também a divisão da cidade por zonas, de acordo com a função. A região central concentraria o centro cívico, a Zona 1 seria destinada ao comércio e à prestação de serviços, as Zonas 2, 4 e 5 seriam residenciais, enquanto as Zonas 3, 6 e 7 seriam zonas residenciais operárias, e assim por diante. A cidade foi planejada para comportar até 200 mil habitantes.
A fundação oficial de Maringá e data em que a cidade comemora seu aniversário é 10 de maio de 1947, quando a Companhia de Terras Norte do Paraná (que foi adquirida por investidores brasileiros nos anos 1940 e foi rebatizada como Companhia Melhoramentos Norte do Paraná em 1951) abriu um escritório na cidade.

## Geografia

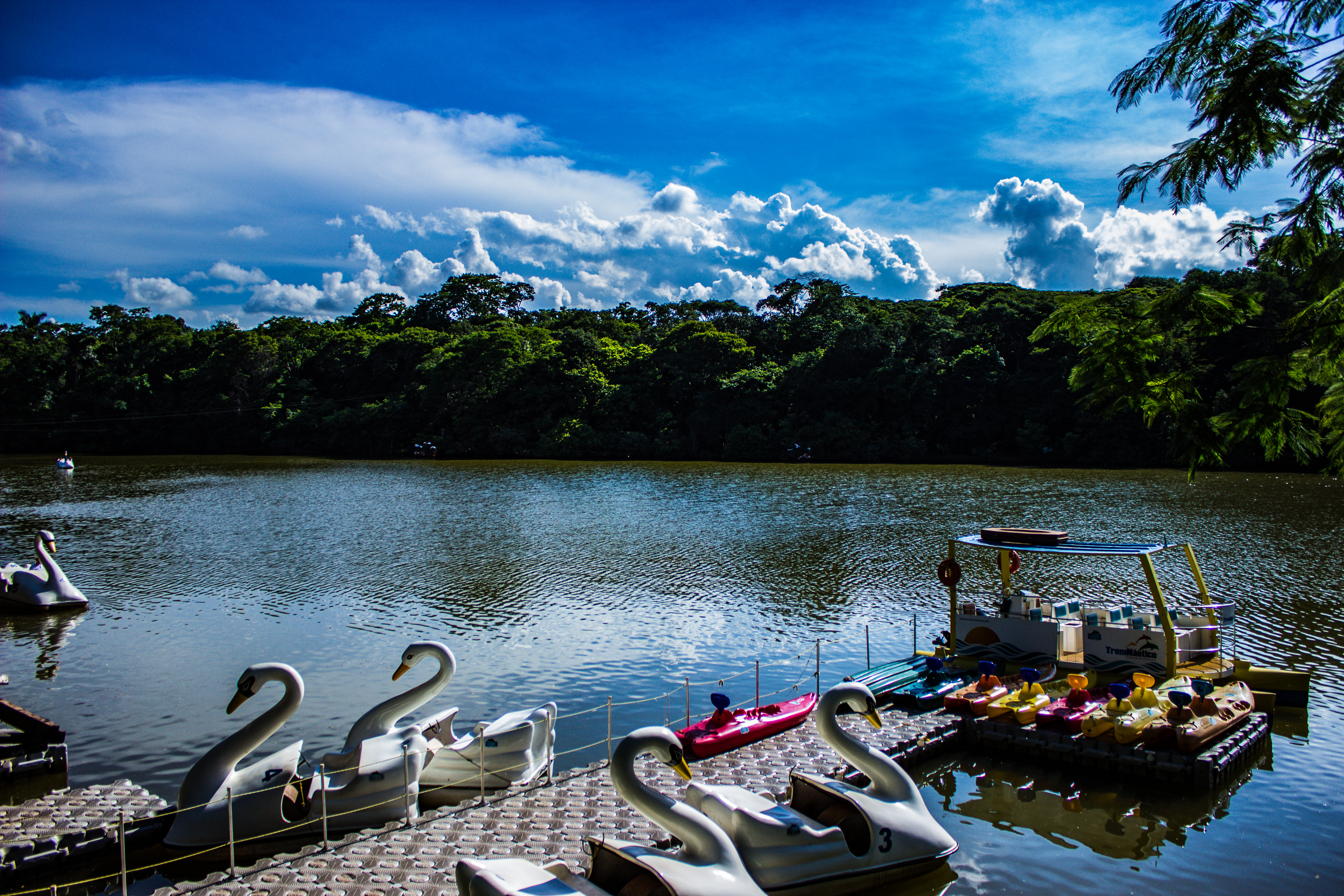
Parque do Ingá

Poucos rios cercam o município, que tem como principal meio de abastecimento de água o rio Pirapó.  A captação de água superficial realizada no rio Pirapó corresponde a 88% da água distribuída, sendo os outros 12% provenientes de cinco poços profundos. Até abril de 2010 a cidade possuía 102.162 ligações de água. Seu território encontra-se entre o interflúvio dos rios Pirapó e Ivaí. O município tem uma área total de 473.064.190 m², sendo 128.260.000 m² de área urbana e 340.864.260 m² de área rural. O solo da região é do latossolo roxo-distrófico.
A Região Metropolitana de Maringá foi instituída pela lei complementar estadual 83, de 1998, e compreende os municípios de Ângulo, Iguaraçu, Mandaguaçu, Mandaguari, Marialva, Maringá, Paiçandu e Sarandi. Em 2005, com a inclusão de Astorga, Doutor Camargo, Itambé, Ivatuba e Presidente Castelo Branco, a população da Região Metropolitana de Maringá passou a ser estimada em 576 581 habitantes (IBGE/2005), atingindo o mínimo necessário para se enquadrar como área de região metropolitana. Com os catorze municípios, possui uma a área territorial de 3.187,7 km². A lei foi aprovada no Palácio Iguaçu pelo governador Roberto Requião, que convidou o ex-prefeito da cidade de Maringá, João Ivo Caleffi para coordenar a região Metropolitana.
A cidade, planejada desde o seu nascimento, oferece uma flora invejável. O ano todo é possível observar as suas ruas arborizadas que produz um ar bom de se respirar, mas especialmente na passagem do inverno para a primavera, muitas árvores explodem em flores. Maringá é considerada uma das cidades mais verdes do Brasil.

### Clima
| Maiores acumulados de precipitação em 24 horas registrados em Maringá por meses (INMET) | Maiores acumulados de precipitação em 24 horas registrados em Maringá por meses (INMET) | Maiores acumulados de precipitação em 24 horas registrados em Maringá por meses (INMET) | Maiores acumulados de precipitação em 24 horas registrados em Maringá por meses (INMET) | Maiores acumulados de precipitação em 24 horas registrados em Maringá por meses (INMET) | Maiores acumulados de precipitação em 24 horas registrados em Maringá por meses (INMET) |
| Mês                                                                                     | Acumulado                                                                               | Data                                                                                    | Mês                                                                                     | Acumulado                                                                               | Data                                                                                    |
| --------------------------------------------------------------------------------------- | --------------------------------------------------------------------------------------- | --------------------------------------------------------------------------------------- | --------------------------------------------------------------------------------------- | --------------------------------------------------------------------------------------- | --------------------------------------------------------------------------------------- |
| Janeiro                                                                                 | 137,7 mm                                                                                | 12/01/2016                                                                              | Julho                                                                                   | 89,1 mm                                                                                 | 16/07/1978                                                                              |
| Fevereiro                                                                               | 101,2 mm                                                                                | 18/02/1993                                                                              | Agosto                                                                                  | 99,3 mm                                                                                 | 04/08/2018                                                                              |
| Março                                                                                   | 127,2 mm                                                                                | 12/03/2011                                                                              | Setembro                                                                                | 110,6 mm                                                                                | 16/09/2006                                                                              |
| Abril                                                                                   | 132,9 mm                                                                                | 05/04/1961                                                                              | Outubro                                                                                 | 102,7 mm                                                                                | 10/10/2015                                                                              |
| Maio                                                                                    | 94,4 mm                                                                                 | 07/05/1999                                                                              | Novembro                                                                                | 104,8 mm                                                                                | 06/11/1987                                                                              |
| Junho                                                                                   | 151,5 mm                                                                                | 05/06/1997                                                                              | Dezembro                                                                                | 108,9 mm                                                                                | 21/12/2006                                                                              |
| Período: 01/01/1961 a 30/05/1961, 01/11/1963 a 30/04/1971 e 01/09/1975-presente         |                                                                                         |                                                                                         |                                                                                         |                                                                                         |                                                                                         |

Com a atualização climática do período 1981-2010, Maringá deixou de ter clima subtropical úmido (Cfa, de acordo com a classificação climática de Köppen-Geiger) e passou a ter um clima tropical de monção (Am, segundo a tabela citada, devido ao fato de a temperatura média do mês mais frio ter se tornado superior a 18 °C, com o mês menos chuvoso com média de pluviosidade inferior a 60 mm).
Segundo dados do Instituto Nacional de Meteorologia (INMET), referentes a 1961 (janeiro a maio) e aos períodos de novembro de 1963 a abril de 1971 e a partir de setembro de 1975, a menor temperatura registrada na estação climatológica principal de Maringá ocorreu em 21 de julho de 1981, com mínima de −1 °C em 21 de julho de 1981. Temperaturas negativas também ocorreram nos dias 26 de agosto de 1984 e 26 de junho de 1994, ambos com mínimas de −0,2 °C. A máxima absoluta, por sua vez, atingiu 40,4 °C em 6 de outubro de 2020. O maior acumulado de precipitação em 24 horas alcançou 151,5 mm em 5 de junho de 1993, seguido por 142,6 mm em 20 de junho de 2012 e 137,7 mm em 12 de janeiro de 2016.
Desde novembro de 2006, quando o INMET instalou uma estação automática no município, o menor índice de umidade relativa do ar (URA) foi de 10% na tarde do dia 13 de setembro de 2010 e a maior rajada de vento atingiu 24,5 m/s (88,2 km/h) em 22 de dezembro de 2010.
| Dados climatológicos para Maringá | Dados climatológicos para Maringá | Dados climatológicos para Maringá | Dados climatológicos para Maringá | Dados climatológicos para Maringá | Dados climatológicos para Maringá | Dados climatológicos para Maringá | Dados climatológicos para Maringá | Dados climatológicos para Maringá | Dados climatológicos para Maringá | Dados climatológicos para Maringá | Dados climatológicos para Maringá | Dados climatológicos para Maringá | Dados climatológicos para Maringá |
| Mês | Jan                               | Fev                               | Mar                               | Abr                               | Mai                               | Jun                               | Jul                               | Ago                               | Set                               | Out                               | Nov                               | Dez                               | Ano                               |
| --- | --------------------------------- | --------------------------------- | --------------------------------- | --------------------------------- | --------------------------------- | --------------------------------- | --------------------------------- | --------------------------------- | --------------------------------- | --------------------------------- | --------------------------------- | --------------------------------- | --------------------------------- |
| Temperatura máxima recorde (°C) | 37,1                              | 38,1                              | 36,8                              | 35,3                              | 32,7                              | 30,6                              | 31,8                              | 35,8                              | 38,7                              | 40,4                              | 40                                | 37,4                              | 40,4                              |
| Temperatura máxima média (°C) | 30,4                              | 30,5                              | 30,4                              | 28,8                              | 25,1                              | 24,3                              | 24,7                              | 27,1                              | 28,5                              | 29,8                              | 30,3                              | 30,4                              | 28,4                              |
| Temperatura média compensada (°C) | 25                                | 24,9                              | 24,6                              | 23                                | 19,6                              | 18,7                              | 18,6                              | 20,6                              | 22,2                              | 23,7                              | 24,4                              | 25                                | 22,5                              |
| Temperatura mínima média (°C) | 20,9                              | 20,8                              | 20,2                              | 18,6                              | 15,5                              | 14,7                              | 14,2                              | 15,6                              | 17,1                              | 18,8                              | 19,4                              | 20,5                              | 18                                |
| Temperatura mínima recorde (°C) | 10                                | 12                                | 9                                 | 3,6                               | 1,8                               | −0,2                              | −1                                | −0,2                              | 1,5                               | 9                                 | 9                                 | 9                                 | −1                                |
| Precipitação (mm) | 226                               | 200,8                             | 154,5                             | 112,9                             | 118,7                             | 103,5                             | 72,9                              | 66,8                              | 124,2                             | 173                               | 154                               | 194,9                             | 1 702,2                           |
| Dias com precipitação (≥ 1 mm) | 14                                | 12                                | 10                                | 7                                 | 7                                 | 6                                 | 5                                 | 5                                 | 7                                 | 10                                | 9                                 | 12                                | 104                               |
| Umidade relativa compensada (%) | 75,5                              | 74,7                              | 71,2                              | 69,1                              | 72,5                              | 72,7                              | 65,7                              | 58,4                              | 60,4                              | 65,7                              | 65,7                              | 71,6                              | 68,6                              |
| Insolação (h) | 212,1                             | 199,6                             | 225                               | 222,2                             | 199,9                             | 193,4                             | 224                               | 238,6                             | 211,4                             | 218,1                             | 231,8                             | 219,7                             | 2 595,8                           |
| Fonte: INMET (normal climatológica de 1991-2020; recordes de temperatura: 01/01/1961 a 30/05/1961, 01/11/1963 a 30/04/1971 e 01/09/1975-presente) |                                   |                                   |                                   |                                   |                                   |                                   |                                   |                                   |                                   |                                   |                                   |                                   |                                   |

## Demografia
No censo demográfico de 2022 feito pelo Instituto Brasileiro de Geografia e Estatística (IBGE), a população do município era de 409 657 habitantes, apresentando uma densidade populacional de 841,16 hab./km², sendo o 3º município mais populoso do estado (atrás de Londrina e da capital paranaense) e o 63º do país.
Maringá possui uma taxa de alfabetização de 95,1%, enquanto sua taxa de urbanização é de 98,4%. O município tinha uma população de 357.077 habitantes de acordo com o Censo 2010; desses 171.748 são homens e 185.369 são mulheres. Além disso, 349.120 são moradores da Zona Urbana e 7.997 moram na Zona Rural.

### Composição étnica
A região de Maringá apresenta grande influência de imigrantes japoneses, devido ao grande número, estes, formaram a ACEMA; Maringá também teve influência de imigrantes italianos e alemães, na qual os alemães também se reuniram e formaram uma associação, a Associação Cultural Teuto-Brasileira.
Segundo o Censo de 2010, a distribuição étnica da população residente em Maringá é composta por 253.161 brancos (70,90%), 78.662 pardos (22,03%), 12.999 amarelos (3,64%), 11.720 negros (3,28%), e 535 indígenas (0,15%).

### Religião

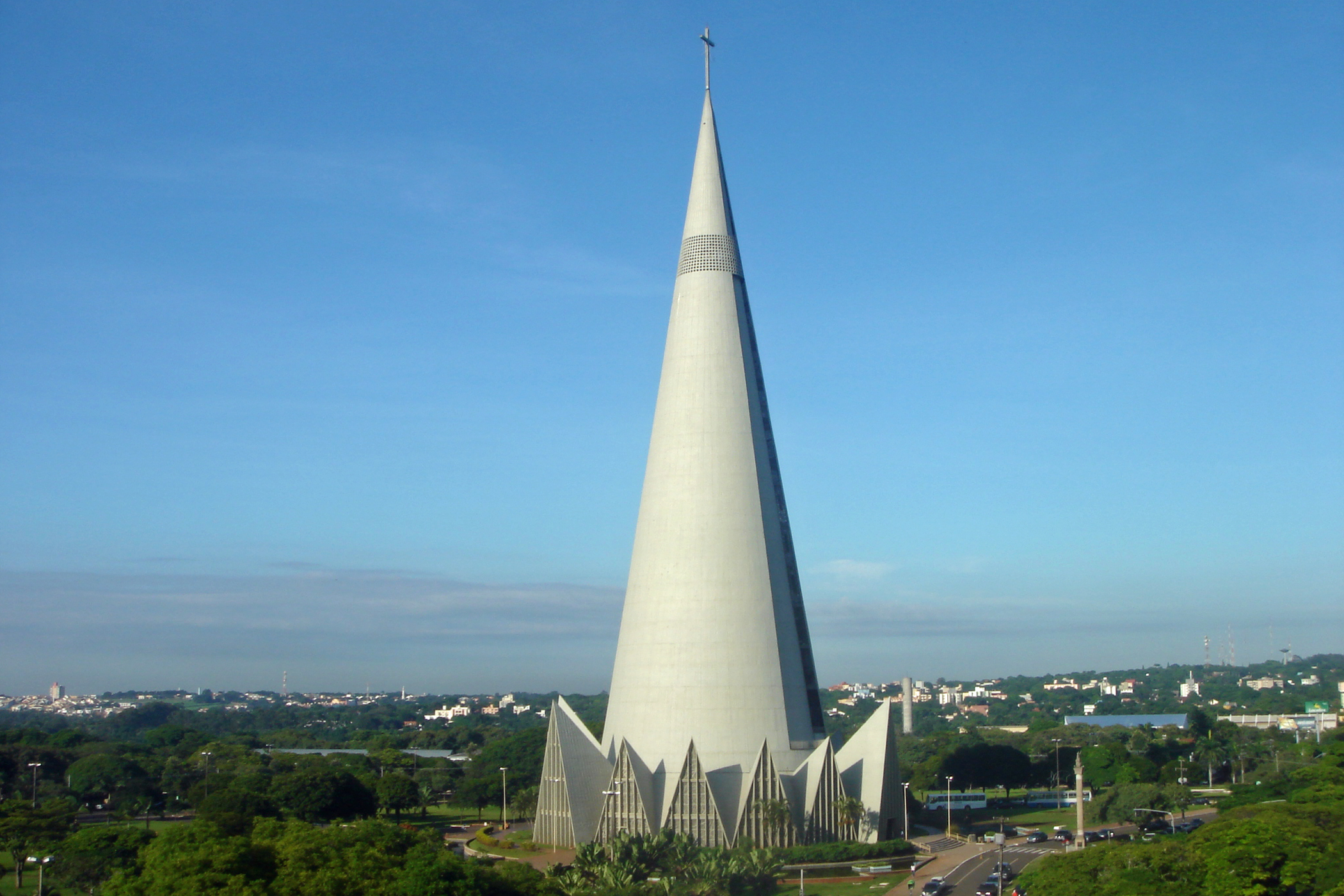
Catedral de Maringá

A população local é composta por católicos (73,72%), evangélicos (21,15%), além de muçulmanos, budistas, espíritas, ateus e outros (5,13%). Maringá é um município com maioria católica, mas com muitas outras denominações religiosas, como batistas, presbiterianos, metodistas, muçulmanos, budistas, espíritas, entre outros. Apesar dos católicos serem a maioria, seu crescimento permanece estagnado, enquanto o número de evangélicos cresceu 2,41%, e o de pessoas que não têm religião caiu 2,03%. Segundo o censo brasileiro de 2022, a composição religiosa da cidade era de 59,27% católica, 27,89% evangélica ou protestante, 1,54% espírita, 0,38% umbandista ou candomblecista, 0,00% religião tradicional, 4,02% outra religião, 6,86% irreligiosa, 0,2% desconhecida e 0,01% não declarada.

### Segurança e criminalidade
Maringá foi considerada a cidade mais segura do Brasil, segundo dados do Ipea de 2005, com índice de homicídio de 7,94 para cada 100 mil habitantes. Os índices de criminalidade dessa cidade foram comparáveis aos de Amsterdã, a capital da Holanda.  Em 2011, o município registrou 17,7 assassinatos para cada 100 mil habitantes, quase o dobro do preconizado pela Organização das Nações Unidas (ONU): dez mortes.

## Política
De acordo com a Constituição de 1988, Maringá está localizada em uma república federativa presidencialista. Foi inspirada no modelo estadunidense, no entanto, o sistema legal brasileiro segue a tradição romano-germânica do Direito positivo. A administração municipal se dá pelo poder executivo e pelo poder legislativo.
Até 2025, Maringá teve 19 mandatos no cargo de prefeito. O eleito na eleição municipal de 2024 para ocupar o cargo foi Silvio Barros, do Progressistas (PP). O poder legislativo da cidade de Maringá é constituído pela Câmara Municipal, composta por 23 vereadores eleitos para mandatos de quatro anos (em observância ao disposto no artigo 29 da Constituição.

### Cidades-irmãs
A política de cidades-irmãs de Maringá tem como objetivo promover relações de cooperação e estabelecer protocolos de amizade, especialmente nas áreas econômica, cultural e social, entre cidades ao redor do mundo. Essas parcerias visam fortalecer os laços de colaboração mútua e fomentar o intercâmbio entre as localidades. As cidades-irmãs de Maringá, oficialmente reconhecidas por meio de legislação municipal, são:
- Pombal (Brasil), desde 2001[49]
- Heping (China), desde 2009, por meio de um protocolo de irmandade[50]
- Yongzhou (China), desde 2022[51]
- Caserta (Itália), desde 2000[52]
- Brescia (Itália), desde 1970, por meio de um gemellaggio formalizado[53]
- Kakogawa (Japão), desde 1972[54]
- Leiria (Portugal), desde 1982[55]

Além disso, Maringá mantém vínculos de cooperação com as seguintes cidades:
- General San Martín (Argentina), desde 1993, por meio de um convênio[56]

## Economia

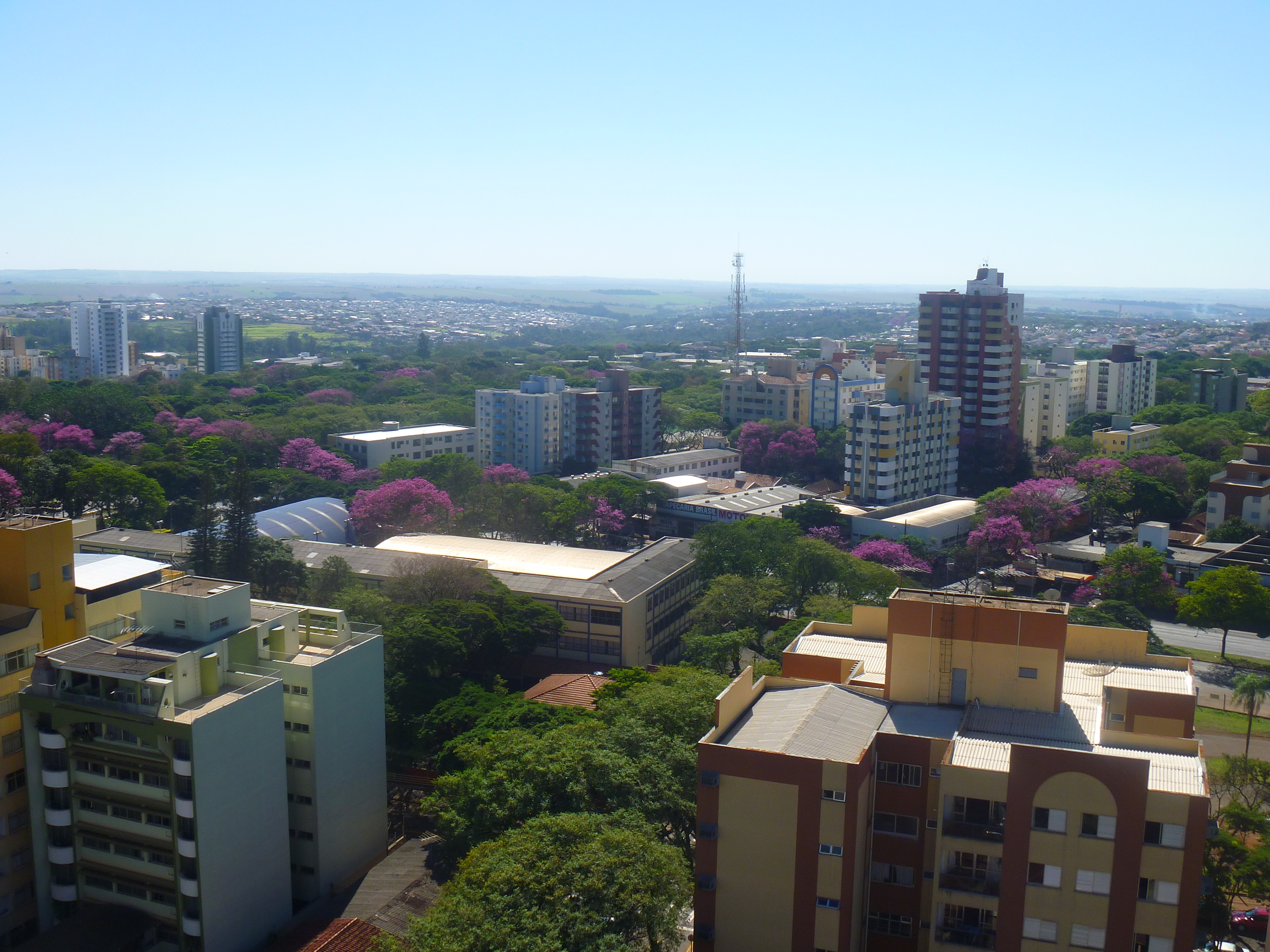
Edifícios do centro da cidade

Maringá destaca-se hoje pelo setor de comércio e prestação de serviços. A agricultura continua a ser fundamental para Maringá, apesar de sua importância ter diminuído nos últimos anos. A atividade agrícola diversificou-se, e além do café, hoje se plantam milho, trigo, algodão, rami, feijão, amendoim, arroz, cana-de-açúcar, e principalmente, soja.

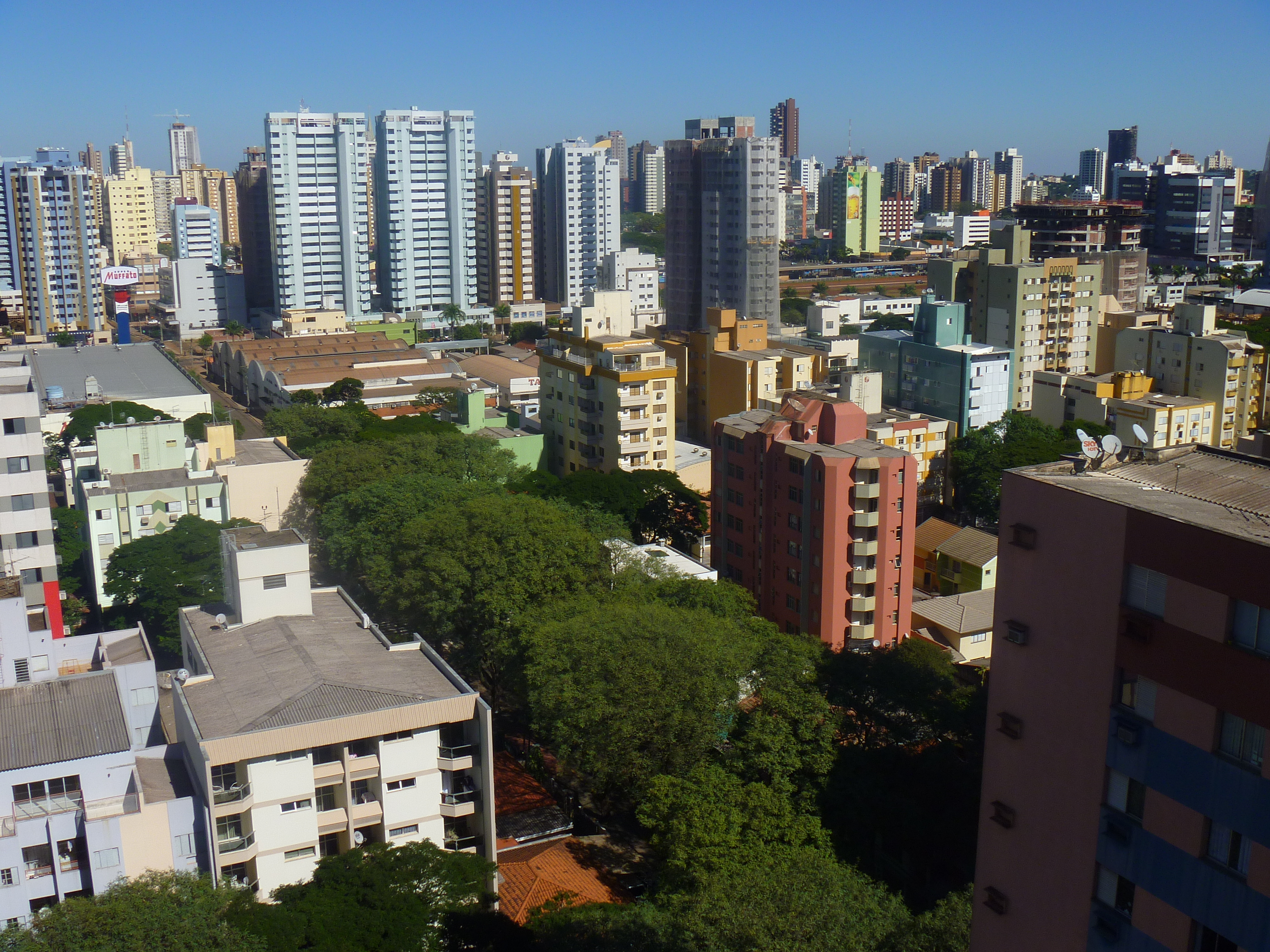
O comércio e prestação de serviços são os principais setores econômicos do município

Dentro dos vários segmentos no setor industrial no município de Maringá, temos os de metalmecânica, agroindústria, vestuário, prestação de serviços e turismo. O setor industrial não é tão expressivo como a agricultura, mas vem crescendo. O município tem um parque crescente que lida com tecelagem e agroindústria, mas principalmente confecções. Grandes indústrias, como Cocamar, Coca-Cola, Noma , Romagnole, entre outras, fomentam a geração de empregos no município, e até de outras cidades da região. As indústrias metal mecânica atendem todo o território nacional e exportam também para países da América Latina, uma gama muito grande de produtos. Maringá é o polo da moda no sul do país, contando com o maior shopping atacadista da América Latina, o Mercosul. Recentemente, Maringá também esta se destacando no mercado de software, contando com um consolidado APL- Arranjo Produtivo Local no setor.[carece de fontes?]
O Conselho de Desenvolvimento Econômico de Maringá (CODEM), atualmente em mudança para Conselho de Desenvolvimento Econômico Metropolitano, é um órgão criado por Lei Municipal (4275/96, de 11 de Setembro de 1996), com caráter deliberativo e consultivo e com a finalidade de propor e fazer executar política de desenvolvimento econômico. É constituído por entidades representativas dos diversos segmentos organizados da sociedade. Sua estrutura conta com uma mesa Diretora, um Plenário e 11 Câmaras Técnicas Setoriais. Entre suas funções, o CODEM tem a atribuição de gerir o FMD (Fundo Municipal de Desenvolvimento Econômico), instituído pela Lei Municipal (4274/96, de 11 de Setembro de 1996). As atribuições do CODEM são exercidas em parceria com entidade de sociedade civil e poder público, destacando-se a Prefeitura Municipal, a ACIM (Associação Comercial e Industrial de Maringá), o IDR (Instituto para o Desenvolvimento Regional) e a FIEP (Federação das Indústrias do Estado do Paraná). Essa parceria reflete o grande lema do CODEM que é: "Comunidade e Governo, juntos determinando nosso futuro".[carece de fontes?]

### Setor terciário

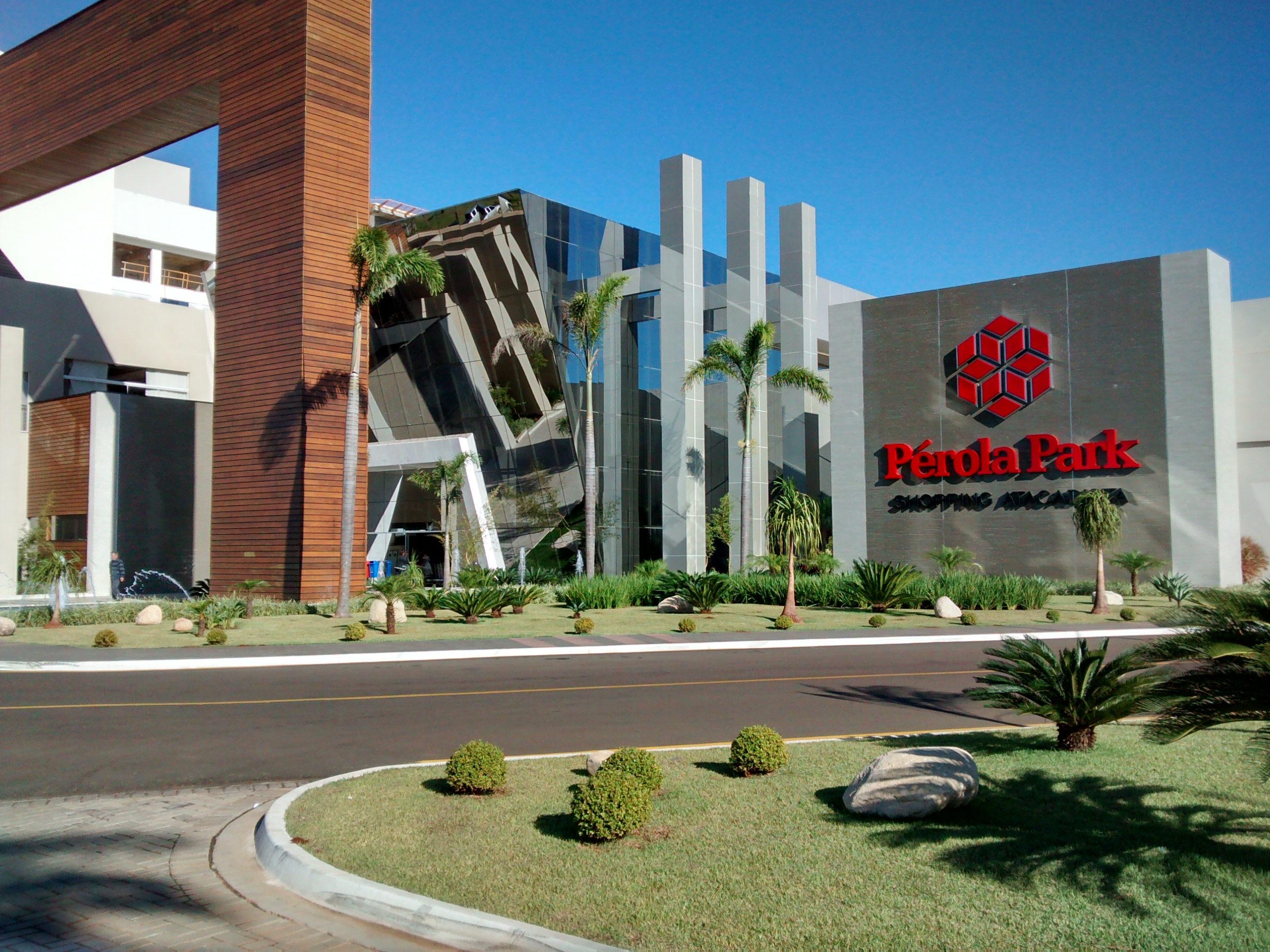
Paraná Moda Park Shopping Atacadista

Maringá conta com cinco grandes centros comerciais: Shopping Avenida Center, Shopping Cidade, Mandacaru Boulevard, Shopping Maringá Park (antigo Aspen Park Shopping Center) e Shopping Catuaí Maringá.
A vocação comercial de Maringá pode ser comprovada pelo dinamismo e pela variedade de artigos oferecidos pelas empresas dos setores de saúde, produtos alimentícios, farmacêuticos, vestuários, eletrodomésticos, ferragens, livrarias, restaurantes, lanchonetes. E, por ser um polo atacadista, os preços dos produtos também são competitivos. Estes fatores reunidos atraem consumidores de várias regiões do Paraná, do sudoeste de São Paulo e de algumas cidades do Mato Grosso e Mato Grosso do Sul.

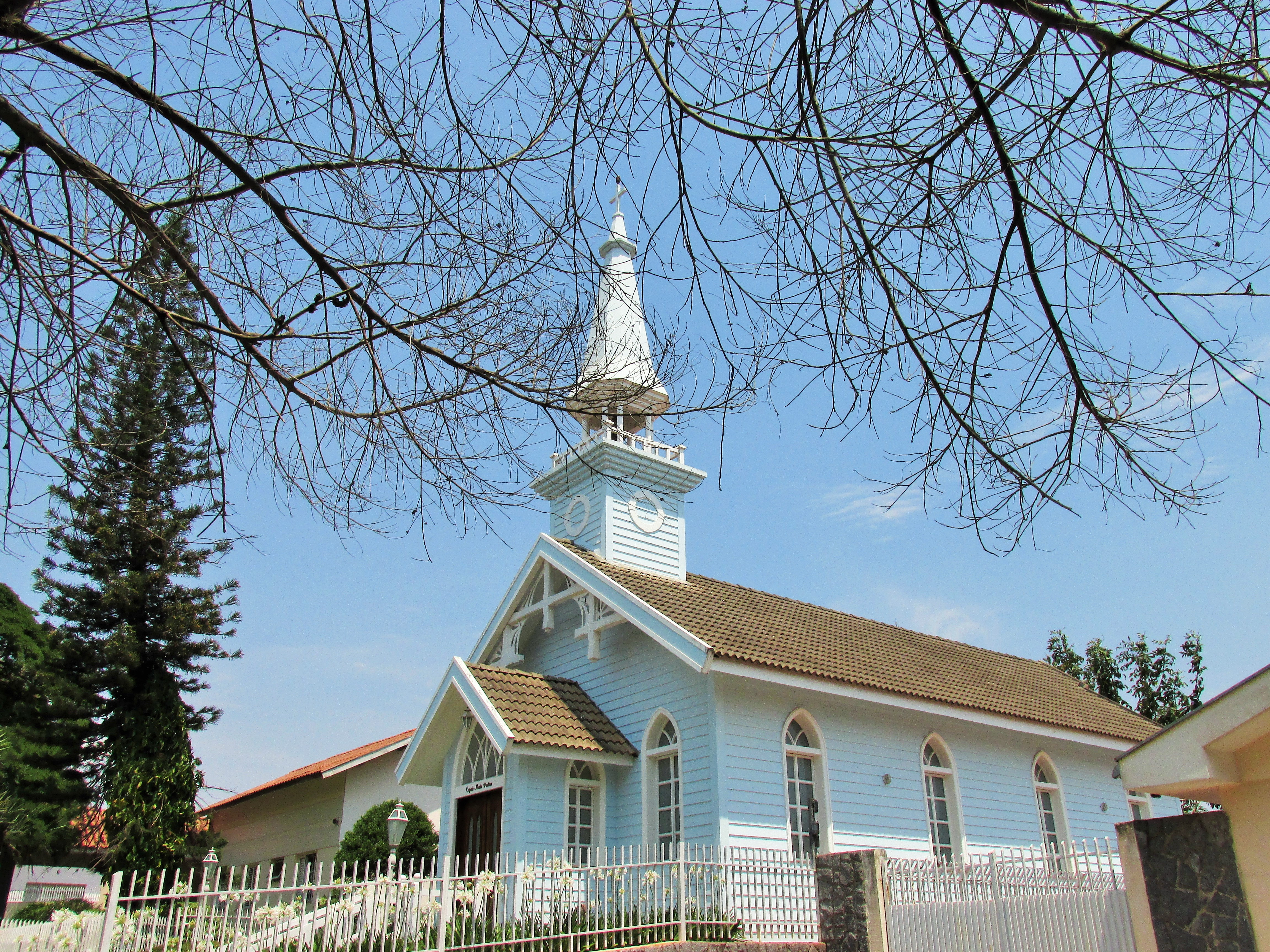
Capela Madre Paulina, templo religioso que também se destaca no turismo e na realização de eventos em Maringá.

As empresas de Maringá atuam em pelo menos sete segmentos do mercado atacadista: alimentos, armarinhos e miudezas, papéis, vidros, tecidos, madeira, auto peças e eletrodomésticos. Isso sem contar as inúmeras indústrias de confecções, que basicamente comercializam a produção no atacado. Maringá também é um importante polo microrregional na prestação de serviços na saúde, contando com vários hospitais públicos e privados, entre eles: Hospital Universitário - HU da Universidade Estadual de Maringá, Hospital Municipal HMM - Emergência Psiquiátrica, Santa Casa de Misericórdia, Hospital Psiquiátrico de Maringá HPM, Hospital Santa Rita, Hospital Maringá e Hospital Paraná, e outros.[carece de fontes?]
O município abriga o Maringá e Região Convention & Visitors Bureau, entidade de caráter independente e sem fins lucrativos, cujo objetivo é desenvolver a economia regional através do incentivo ao turismo de eventos. Implantado e mantido pelas iniciativas públicas e privadas ligadas ao setor de turismo e eventos, é responsável pelo desenvolvimento planejado do mesmo, incluindo efetivamente a localidade no circuito turístico nacional e internacional.[carece de fontes?]

## Subdivisões
Maringá está subdividida em zonas fiscais, começando pela Zona 01 (onde fica localizado o Centro Financeiro da cidade) e terminando na Zona 53, além de bairros, loteamentos e dois distritos (Floriano e Iguatemi). As zonas fiscais tem função meramente administrativa, sendo que apenas as dez primeiras zonas são consideradas também bairros e a maioria está localizada na região central da cidade.[carece de fontes?]

## Infraestrutura

### Urbanismo
Maringá é um modelo de cidade-jardim, projetada pelo urbanista Jorge Macedo de Viera; o seu traçado viário e intensa arborização das ruas asseguram uma peculiar paisagem para a cidade. É a 2ª cidade com melhor saneamento básico do Brasil. Possui 95% de cobertura de esgoto e 100% do esgoto é tratado.

### Transportes

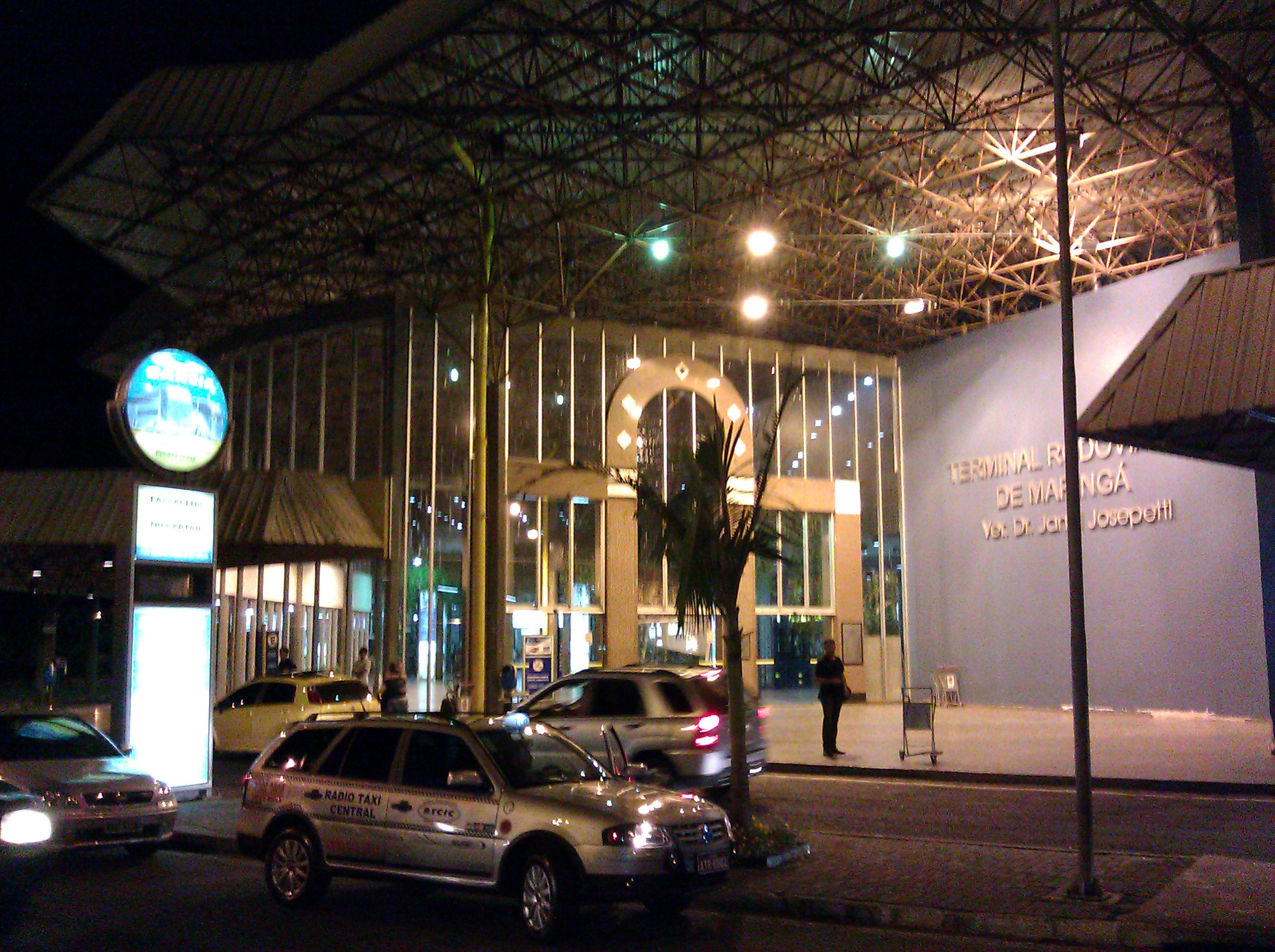
Rodoviária de Maringá

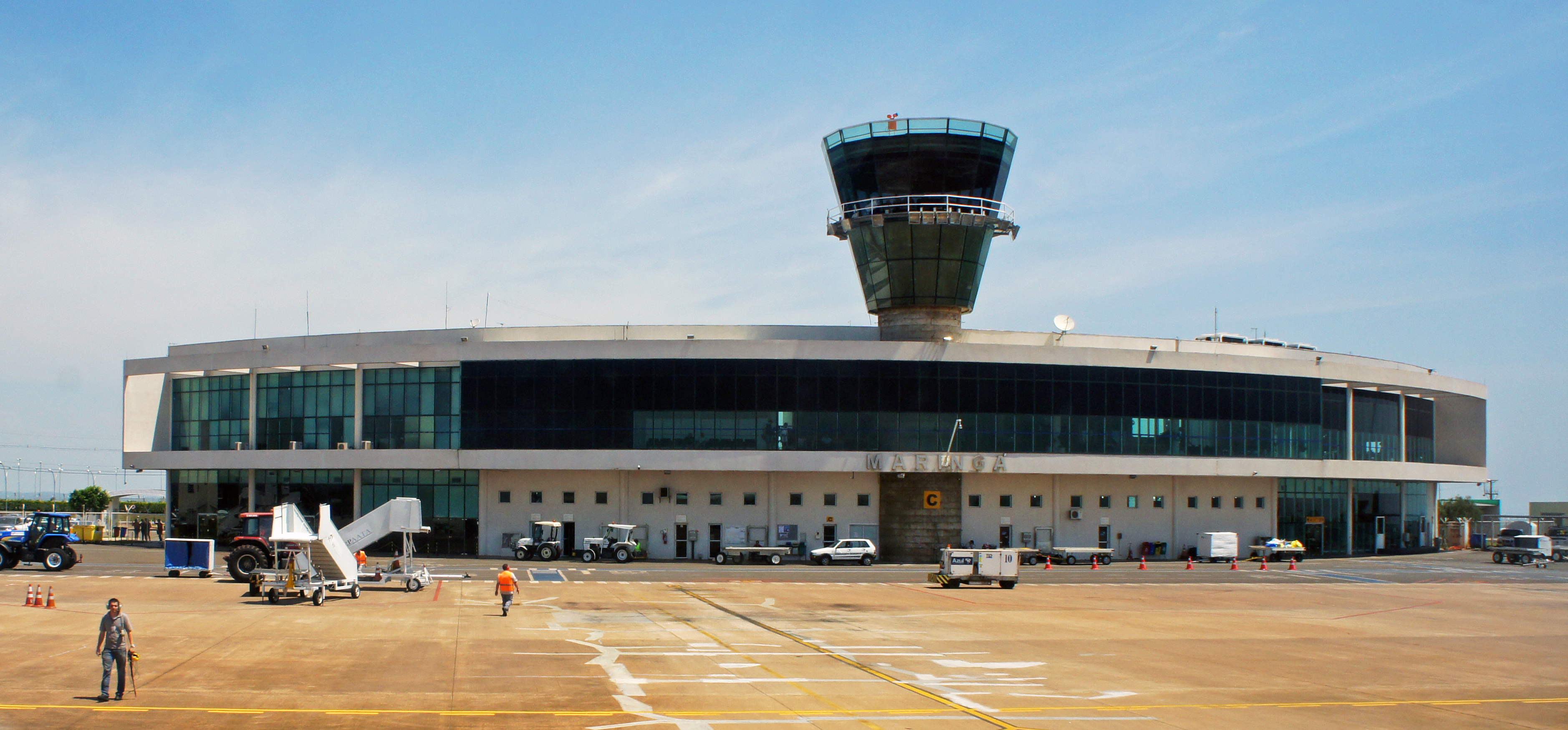
Aeroporto Regional Silvio Name Júnior

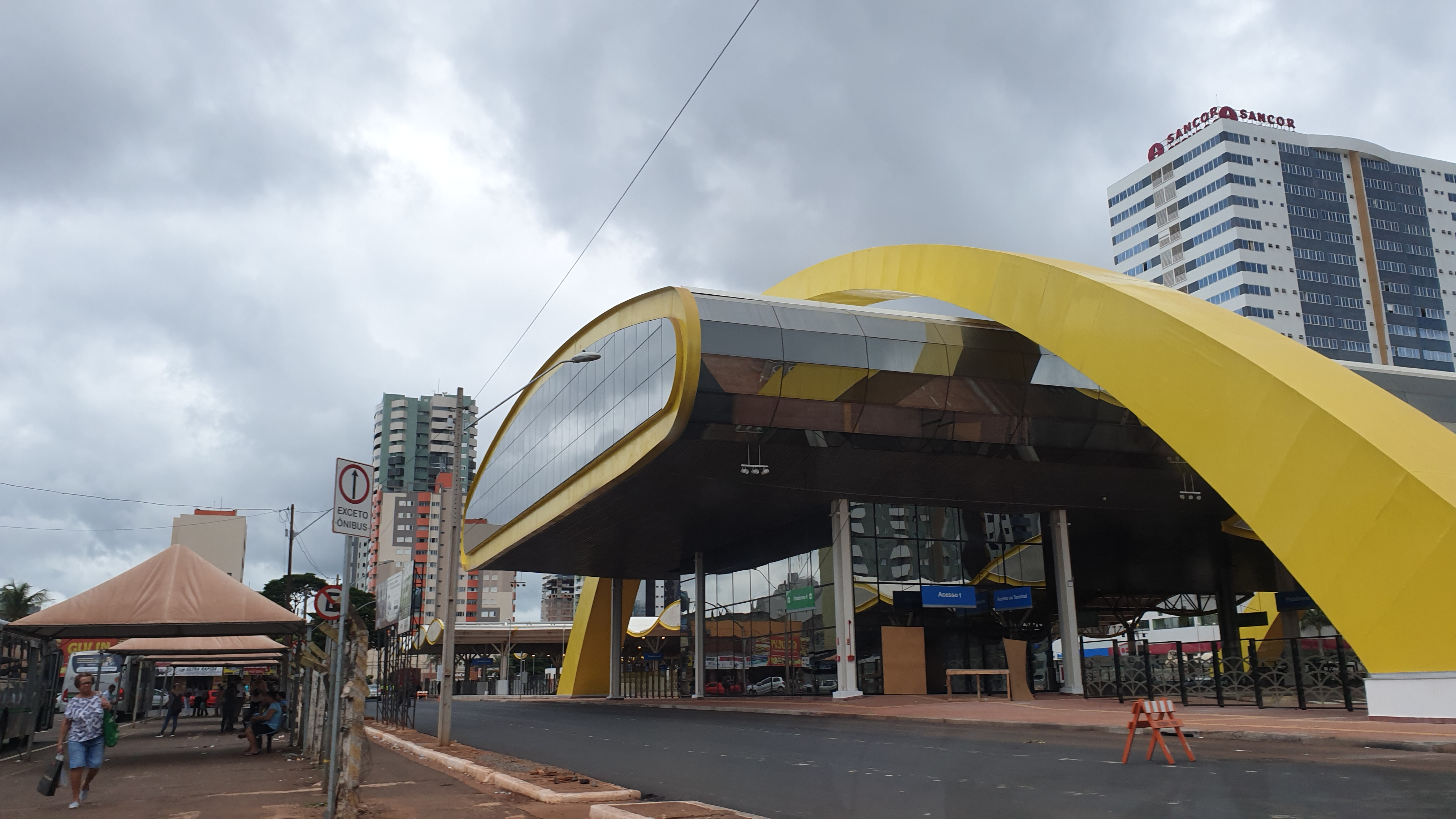
Terminal Urbano Intermodal Dr. Said Felício Ferreira

A cidade de Maringá possui um trânsito moderado para uma cidade da sua estrutura, principalmente ao meio-dia e no fim de tarde, horários em que o comercio e a maioria das estabelecimentos comerciais e industriais fecham as portas. Atualmente a bicicleta representa 6% dos deslocamentos na cidade, o dobro da média nacional, sendo que Maringá possui 41 quilômetros de ciclovias.
Maringá possui um aeroporto para voos domésticos; Aeroporto de Maringá, controlado pelos Terminais Aéreos de Maringá - SBMG S.A. e o Terminal de Cargas Internacional (Teca). O aeroporto opera com voos das empresas Gol Linhas Aéreas, Azul Linhas Aéreas e LATAM Airlines; até meados da década de 2010 operou vôos de empresas internacionais de cargas como LAN Cargo, ABSA Cargo Airline, Florida West Cargo, Tampa Cargo, que faziam as rotas Maringá - Miami; Campinas; Santiago do Chile e também as empresas nacionais de cargas como a Varig Log, a Gol Log e a Azul Cargo, que faziam rotas brasileiras e internacionais. O movimento no aeroporto no ano de 2010 foi de 497.979 passageiros, entre embarques e desembarques. Maringá sofreu uma drástica redução de vôos devido a pandemia de COVID-19 em 2020, reduzindo a operação a poucos horários e destinos por dia. Em 2021, a demanda se reestabeleceu, abrindo novos destinos e horários operando pelas três principais empresas citadas anteriormente.
Maringá é atravessada pela Linha Ourinhos-Cianorte da Rede Ferroviária Federal (RFFSA) e conta com o terminal ferroviário da América Latina Logística (ALL), que detém sua concessão e faz o transporte de cargas comerciais, ligando Maringá a vários estados do Brasil, como: Rio Grande do Sul, Santa Catarina, São Paulo, Minas Gerais e Mato Grosso do Sul; além de ligar o município a nove cidades da Argentina através da ferrovia.

### Educação

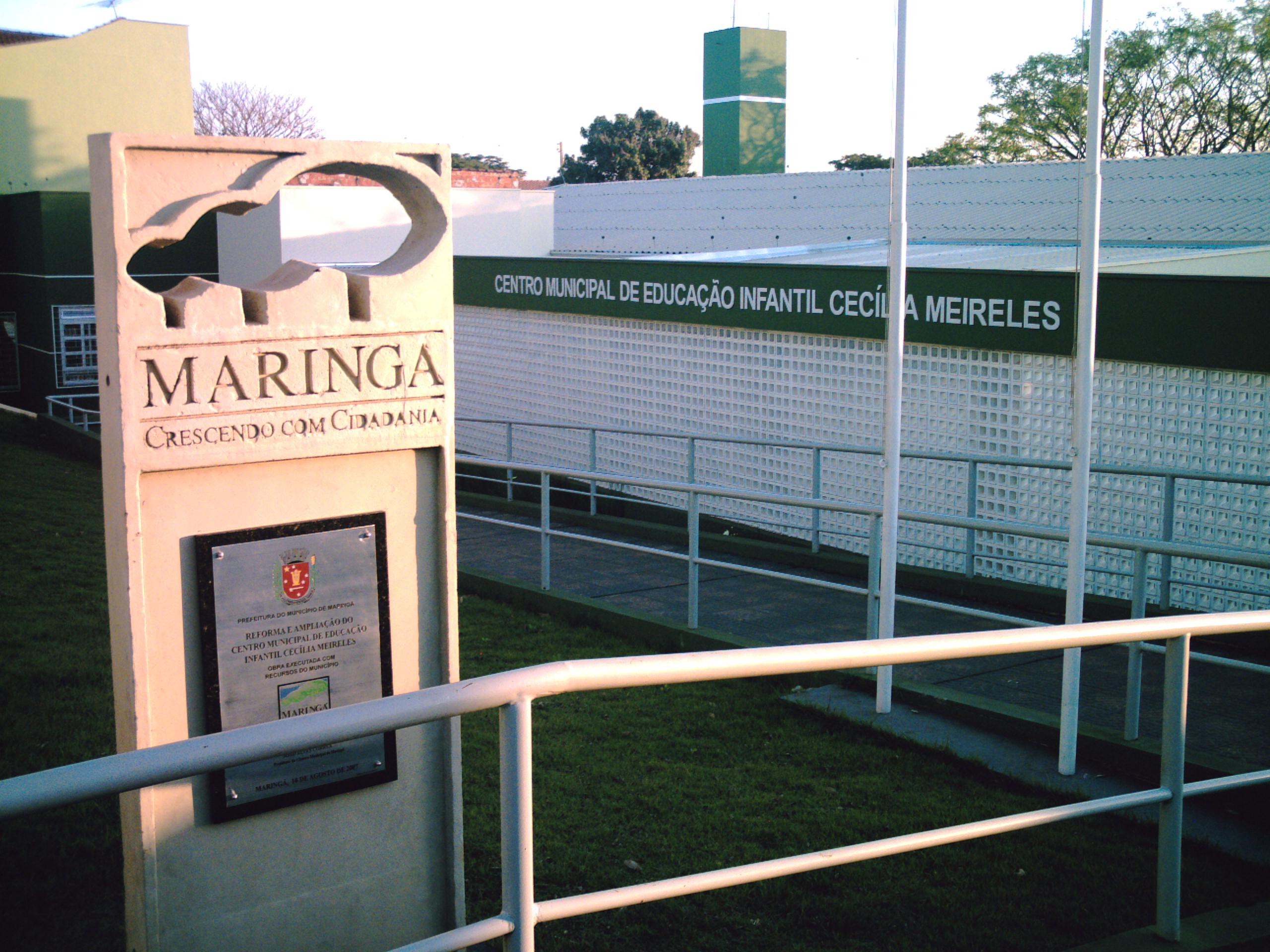
Centro Municipal de Educação Infantil Cecilia Meireles

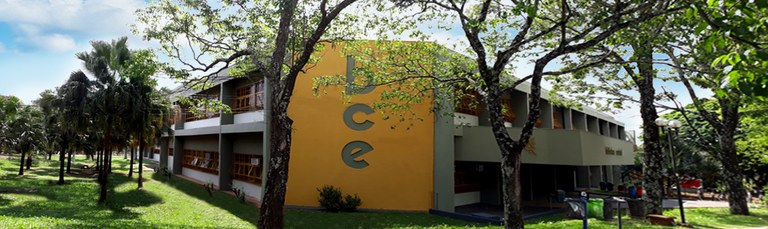
Biblioteca Central da UEM.

A média geral do ENEM 2008 EMR de colégios privados foi de 60,21 e a média geral do ENEM 2008 EMR de colégios públicos foi de 49,07. Há uma instituição pública de ensino superior, a Universidade Estadual de Maringá (UEM), uma das mais disputadas do estado. Sua sede e campus principal estão situados em Maringá. Em 2010, pelo terceiro ano consecutivo, foi considerada a melhor instituição de ensino superior do Paraná, segundo o Índice Geral de Cursos (IGC) do MEC. A UEM possui cursos de destaque em todo o âmbito nacional, os quais atraem estudantes de todo o Brasil. O curso mais concorrido é o de Medicina, que em 2012 alcançou uma concorrência de 365,6 candidatos por vaga no vestibular de inverno. O Campus Sede, com aproximadamente 100 hectares, fica no centro de Maringá, e tem uma população universitária estimada em mais de 18 mil pessoas, sendo 10.046 alunos da graduação, 2.857 mil de pós-graduação, 1.700 de cursos livres, 1.296 professores e 2.414 servidores. A Universidade Estadual de Maringá é um dos principais centros de ensino universitário e de pesquisa científica do estado. A UEM também tem vários campi regionais espalhados pelas seguintes cidades do estado do Paraná: Umuarama, Cianorte, Goioerê, Cidade Gaúcha, Diamante do Norte e Porto Rico. Há setores que defendem a federalização da entidade.[carece de fontes?]
O município também conta com diversas instituições privadas de ensino superior, algumas das quais atuando em outros níveis educacionais: Universidade Cesumar, Centro Universitário Ingá, PUC-Maringá, Centro Universitário Internacional UNINTER, Faculdade Tecnológica América do Sul (Colégio Anglo Maringá), Unifamma, Faculdade Maringá e Faculdade Cidade Verde (FCV), Faculdade Alvorada. Contando universidades públicas e privadas, o município conta com mais de 45 mil universitários.[carece de fontes?]

## Cultura

### Eventos e atrações

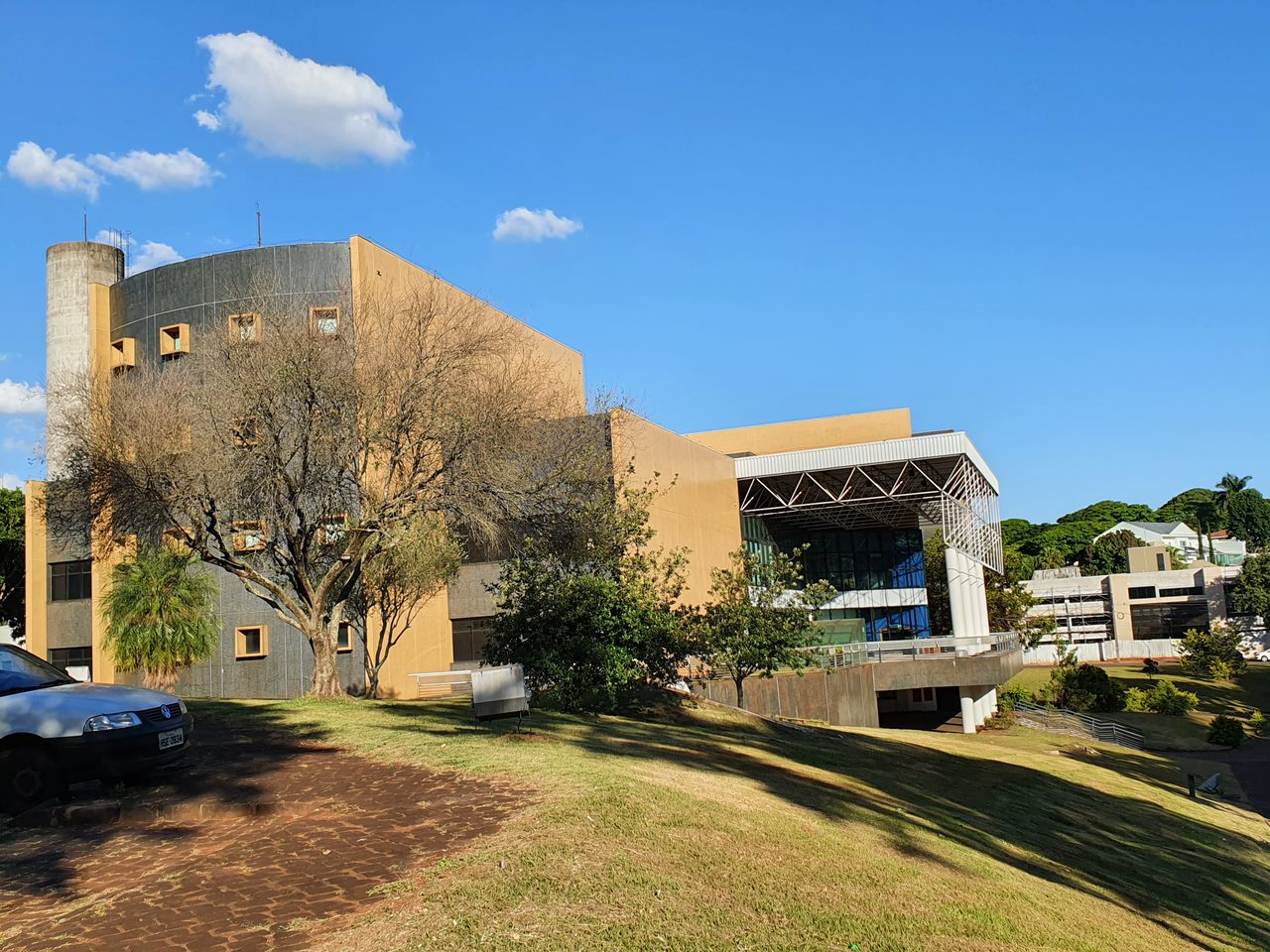
Teatro Calil Haddad

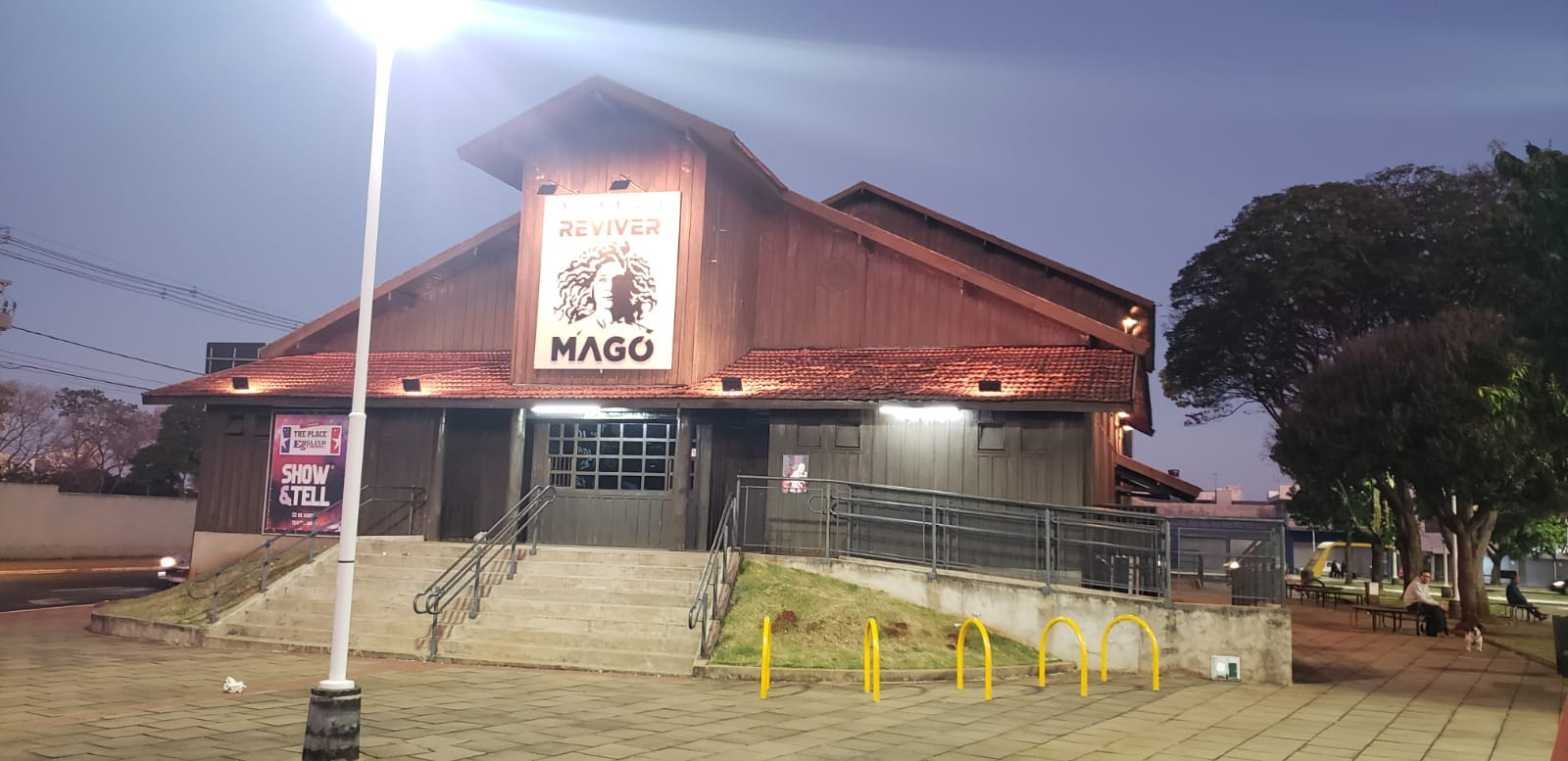
Teatro Reviver Magó, na Praça Todos os Santos

O maior festival de música do Sul, o Festival de Música Cidade Canção (Femucic), ocorre no município, reunindo músicos de todo o Brasil. Semanalmente a Secretaria de Cultura disponibiliza concertos e espetáculos de dança gratuitos em teatros locais, como o Teatro Barracão. Maringá conta também com dezoito salas de cinema, sendo quatro delas em 3D, uma sala vip, duas Digital Max Screen (tela com 180 m² e som espacial) e um dos maiores e mais modernos teatros do interior do estado do Paraná, o Teatro Calil Haddad, além do teatro Marista, Teatro Reviver Magó, entre outros. Todos os anos uma mostra de cinema, o Festival de Cinema de Maringá ocorre, reunindo centenas de longas e curtas para exibição e premiação.[carece de fontes?]
Ocorre a cada mês de maio, em comemoração às festividades do aniversário do município, uma feira agroindustrial, a Expoingá. A feira é responsável por trazer a Maringá o que há de novo no setor de tecnologia e maquinário agroindustrial. Outro ponto forte da festa são os rodeios que figuram entre os mais importantes do Brasil. Para completar, durante as noites dos 11 dias de festa são apresentados espetáculos musicais com os principais artistas brasileiros. Segunda maior feira do Brasil, ficando atrás somente da feira de Uberaba (MG), a Expozebu.[carece de fontes?]
No mês de agosto ocorre em Maringá o Festival Nipo Brasileiro, que reúne toda a colônia oriental do município, (3º maior concentração de descendentes japoneses no Brasil), na associação ACEMA, o festival tem como objetivo apresentar a população à cultura japonesa muito difundida na região. Tem como principais pontos turísticos: a Catedral de Maringá (Catedral Basílica Menor de Nossa Senhora da Glória), segundo monumento mais alto da América do Sul e décimo do mundo com 124 metros de altura; o Parque do Ingá, com 47,3 hectares; o Parque das Grevíleas, com 44,6 hectares.[carece de fontes?]

### Esportes

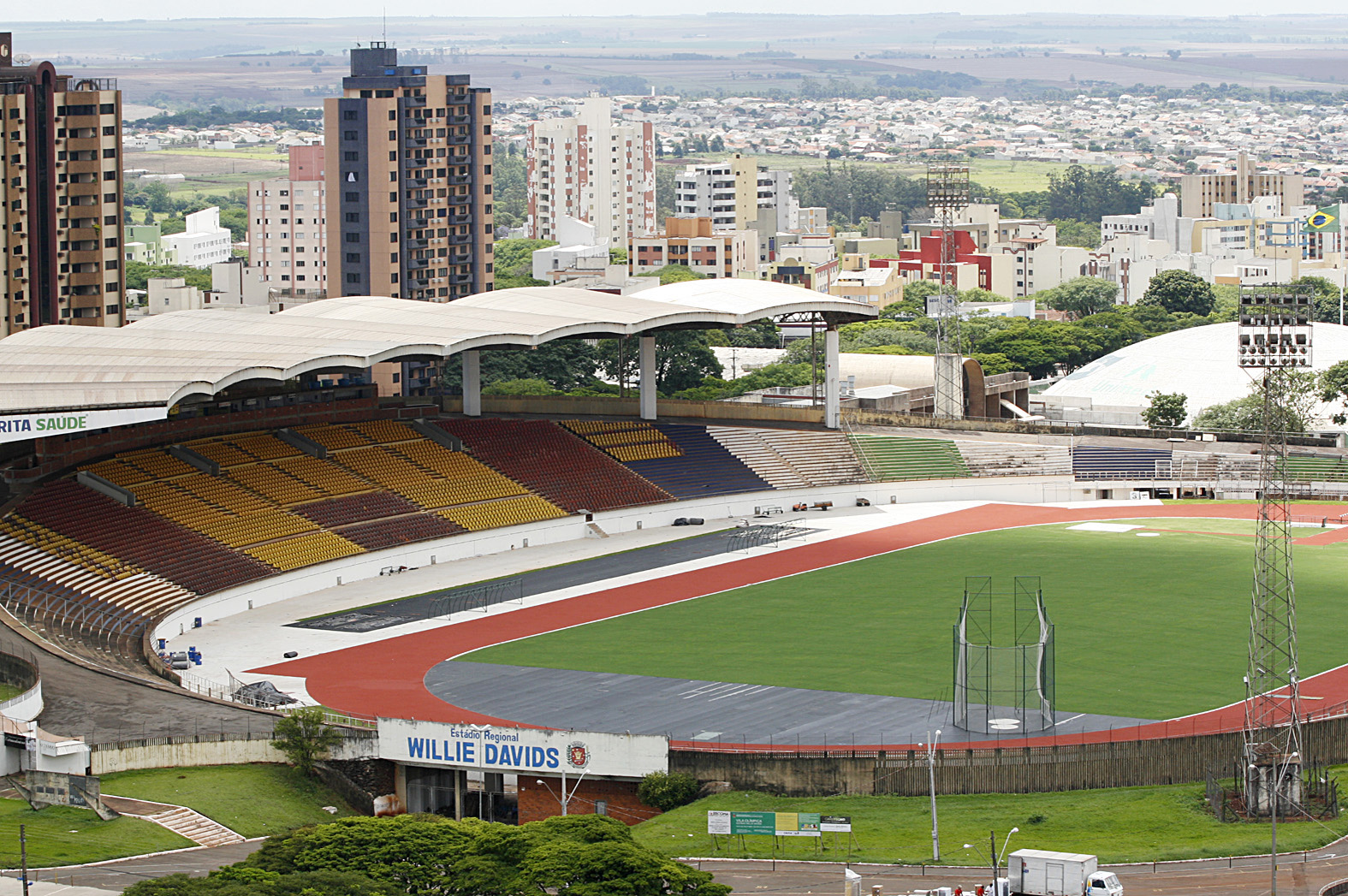
Estádio Regional Willie Davids

Maringá conta com três clubes filiados na FPF, um disputa a 1ª divisão do paranaense, o Maringá Futebol Clube, que também disputa o Brasileirão Série C. O Galo Maringá, que disputa a divisão de acesso do estado. O terceiro, mais tradicional, conquistou 3 vezes o Campeonato Paranaense (1963, 1964 e 1977), é o Grêmio Maringá, que se encontra na terceira divisão estadual. O Estádio Regional Willie Davids é um marco no esporte maringaense, atualmente com capacidade para 16 mil torcedores.
A cidade possui um time de futebol americano, o Maringá Pyros, que atualmente disputa o Campeonato Paranaense de Futebol Americano e a Liga Nacional de Futebol Americano e treina na Universidade Estadual de Maringá.
O Cesumar/Purity vôlei representou a cidade de Maringá na Superliga Brasileira de Voleibol Masculino em 2008 e a partir de 2013 a equipe Moda Maringá recolocou um time na principal competição de vólei do Brasil. O Moda Maringá manda seus jogos no Ginásio Chico Neto.